# Okręg wyborczy Huyton
Okręg wyborczy Huyton powstał w 1950 r. i wysyłał do brytyjskiej Izby Gmin. Okręg obejmował miasto Huyton w hrabstwie Lancashire. Został zlikwidowany w 1983 r.

## Deputowany do brytyjskiej Izby Gmin z okręgu Huyto n
- 1950–1983: Harold Wilson, Partia Pracy